# 24 uur van Le Mans 1964
De 24 uur van Le Mans 1964 was de 32e editie van deze endurancerace. De race werd verreden op 20 en 21 juni 1964 op het Circuit de la Sarthe nabij Le Mans, Frankrijk.
De race werd gewonnen door de SpA Ferrari SEFAC #20 van Nino Vaccarella en Jean Guichet, die allebei hun enige Le Mans-zege behaalden. De GT 5.0-klasse werd gewonnen door de Shelby-American Inc. #5 van Dan Gurney en Bob Bondurant. De GT 3.0-klasse werd gewonnen door de Equipe Nationale Belge #24 van Lucien Bianchi en Jean Blaton. De GT 2.0-klasse werd gewonnen door de Auguste Veuillet #34 van Robert Buchet en Guy Ligier. De GT 1.6-klasse werd gewonnen door de Scuderia St. Ambroeus #57 van Roberto Bussinello en Bruno Deserti. De P +5.0-klasse werd gewonnen door de Auguste Veuillet #1 van Pierre Noblet en Edgar Berney. De P 1.15-klasse werd gewonnen door de Société des Automobiles Alpine #46 van Roger Delageneste en Henry Morrogh. De GT 1.3-klasse werd gewonnen door de Team Elite #43 van Clive Hunt en John Wagstaff. De GT 1.15-klasse werd gewonnen door de Société Automobiles René Bonnet #52 van Philippe Farjon en Serge Lelong.

## Race
Winnaars in hun klasse zijn vetgedrukt. Auto's die minder dan 70% van de afstand van de winnaar van hun klasse hadden afgelegd werden niet geklasseerd. De Mike Salmon #18 werd gediskwalificeerd omdat de olie van deze auto te vroeg werd vervangen. De Briggs S. Cunningham #18 werd gediskwalificeerd omdat deze hulp van buitenaf kreeg.
| Pos. | Klasse  | No. | Team                            | Coureurs                                  | Chassis                      | Motor                         | Ronden |
| ---- | ------- | --- | ------------------------------- | ----------------------------------------- | ---------------------------- | ----------------------------- | ------ |
| 1    | P 4.0   | 20  | SpA Ferrari SEFAC               | Nino Vaccarella Jean Guichet              | Ferrari 275 P                | Ferrari 3.3L V12              | 349    |
| 2    | P 4.0   | 14  | Maranello Concessionaires       | Graham Hill Jo Bonnier                    | Ferrari 330 P                | Ferrari 4.0L V12              | 344    |
| 3    | P 4.0   | 19  | SpA Ferrari SEFAC               | John Surtees Lorenzo Bandini              | Ferrari 330 P                | Ferrari 4.0L V12              | 337    |
| 4    | GT 5.0  | 5   | Shelby-American Inc.            | Dan Gurney Bob Bondurant                  | Shelby Daytona Cobra Coupe   | Ford 4.7L V8                  | 334    |
| 5    | GT 3.0  | 24  | Equipe Nationale Belge          | Lucien Bianchi Jean Blaton                | Ferrari 250 GTO              | Ferrari 3.0L V12              | 333    |
| 6    | GT 3.0  | 25  | Maranello Concessionaires       | Innes Ireland Tony Maggs                  | Ferrari 250 GTO              | Ferrari 3.0L V12              | 328    |
| 7    | GT 2.0  | 34  | Auguste Veuillet                | Robert Buchet Guy Ligier                  | Porsche 904/4 GTS            | Porsche 1967cc F4             | 323    |
| 8    | GT 2.0  | 33  | Racing Team Holland             | Ben Pon Henk van Zalinge                  | Porsche 904/4 GTS            | Porsche 1967cc F4             | 319    |
| 9    | GT 3.0  | 27  | Fernand Tavano                  | Fernand Tavano Bob Grossman               | Ferrari 250 GTO              | Ferrari 3.0L V12              | 315    |
| 10   | GT 2.0  | 31  | Porsche System Engineering      | Gerhard Koch Heinz Schiller               | Porsche 904/4 GTS            | Porsche 1967cc F4             | 315    |
| 11   | GT 2.0  | 35  | Scuderia Filipinetti            | Herbert Müller Claude Sage                | Porsche 904/4 GTS            | Porsche 1967cc F4             | 309    |
| 12   | GT 2.0  | 32  | Jacques Franc                   | Jacques Dewes Jean Kerguen                | Porsche 904/4 GTS            | Porsche 1967cc F4             | 308    |
| 13   | GT 1.6  | 57  | Scuderia St. Ambroeus           | Roberto Bussinello Bruno Deserti          | Alfa Romeo Giulia TZ         | Alfa Romeo 1570cc S4          | 307    |
| 14   | P +5.0  | 1   | Auguste Veuillet                | Pierre Noblet Edgar Berney                | Iso Grifo A3C                | Chevrolet 5.4L V8             | 307    |
| 15   | GT 1.6  | 41  | Scuderia St. Ambroeus           | Giampiero Biscaldi Giancarlo Sala         | Alfa Romeo Giulia TZ         | Alfa Romeo 1570cc S4          | 305    |
| 16   | P 4.0   | 23  | Equipe Nationale Belge          | Pierre Dumay Gerard Langlois van Ophem    | Ferrari 250 LM               | Ferrari 3.3L V12              | 298    |
| 17   | P 1.15  | 46  | Société des Automobiles Alpine  | Roger Delageneste Henry Morrogh           | Alpine M64                   | Renault-Gordini 1149cc S4     | 292    |
| 18   | GT 5.0  | 64  | Société Chardonnet              | Régis Fraissinet Jean de Mortemart        | AC Cobra                     | Ford 4.7L V8                  | 289    |
| 19   | GT 2.0  | 37  | British Motor Corporation       | Paddy Hopkirk Andrew Hedges               | MG MGB Hardtop               | MG 1801cc S4                  | 287    |
| 20   | P 1.15  | 59  | Société des Automobiles Alpine  | Roger Masson Teodoro Zeccoli              | Alpine M63B                  | Renault-Gordini 1001cc S4     | 284    |
| 21   | P 1.15  | 50  | Standard Triumph International  | David Hobbs Rob Slotemaker                | Triumph Spitfire             | Triumph 1147cc S4             | 272    |
| 22   | GT 1.3  | 43  | Team Elite                      | Clive Hunt John Wagstaff                  | Lotus Elite Mk14             | Coventry Climax 1216cc S4     | 266    |
| 23   | GT 1.15 | 52  | Société Automobiles René Bonnet | Philippe Farjon Serge Lelong              | Bonnet Aérodjet LM6          | Renault-Gordini 1108cc S4     | 260    |
| 24   | P 1.15  | 53  | Donald Healey Motor Company     | Clive Baker Bill Bradley                  | Austin-Healey Sebring Sprite | BMC 1101cc S4                 | 257    |
| NC   | P 1.15  | 47  | Société des Automobiles Alpine  | Mauro Bianchi Jean Vinatier               | Alpine M64                   | Renault-Gordini 1001cc S4     | 230    |
| DNF  | P 2.0   | 30  | Porsche System Engineering      | Colin Davis Gerhard Mitter                | Porsche 904/8                | Porsche 1981cc F8             | 244    |
| DSQ  | GT 5.0  | 18  | Mike Salmon                     | Mike Salmon Peter Sutcliffe               | Aston Martin DP214           | Aston Martin 3.8L S6          | 235    |
| DNF  | P 1.15  | 48  | Société Automobiles René Bonnet | Robert Bouharde Michael van Bourbon-Parma | Bonnet Aérodjet LM6          | Renault-Gordini 1149cc S4     | 216    |
| DNF  | P 5.0   | 10  | Ford Motor Company              | Phil Hill Bruce McLaren                   | Ford GT40 Mk.I               | Ford 4.2L V8                  | 192    |
| DNF  | GT 5.0  | 16  | Peter Lindner                   | Peter Lindner Peter Nöcker                | Jaguar E-Type Lightweight    | Jaguar 3.8L S6                | 149    |
| DNF  | P 1.15  | 65  | Standard Triumph International  | Jean-François Piot Jean-Louis Marnat      | Triumph Spitfire             | Triumph 1147cc S4             | 140    |
| DNF  | P 2.0   | 29  | Porsche System Engineering      | Edgar Barth Herbert Linge                 | Porsche 904/8                | Porsche 1981cc F8             | 139    |
| DNF  | P 1.15  | 54  | Société des Automobiles Alpine  | Philippe Vidal Henri Grandsire            | Alpine A110 M64              | Renault-Gordini 1149cc S4     | 133    |
| DSQ  | GT +3.0 | 6   | Briggs S. Cunningham            | Chris Amon Jochen Neerpasch               | Shelby Daytona Cobra Coupe   | Ford 4.7L V8                  | 131    |
| DNF  | P 1.15  | 45  | Automobiles Charles Deutsch     | Pierre Lelong Guy Verrier                 | CD 3                         | Panhard 848cc supercharged F2 | 124    |
| DNF  | GT 5.0  | 9   | Rootes Group                    | Peter Procter Jimmy Blumer                | Sunbeam Tiger                | Ford 4.3L V8                  | 118    |
| DNF  | GT 3.0  | 26  | North American Racing Team      | Ed Hugus José Rosinski                    | Ferrari 250 GTO              | Ferrari 3.0L V12              | 110    |
| DNF  | P 5.0   | 2   | Maserati France                 | André Simon Maurice Trintignant           | Maserati Tipo 151/3          | Maserati 4.9L V8              | 99     |
| DNF  | GT 5.0  | 17  | Peter Sargent                   | Peter Sargent Peter Lumsden               | Jaguar E-Type Lightweight    | Jaguar 3.8L S6                | 80     |
| DNF  | P 1.15  | 44  | Automobiles Charles Deutsch     | Alain Bertaut André Guilhaudin            | CD 3                         | Panhard 848cc supercharged F2 | 77     |
| DNF  | GT 5.0  | 3   | AC Cars Ltd.                    | Jack Sears Peter Bolton                   | AC Cobra Coupé               | Ford 4.7L V8                  | 77     |
| DNF  | P 4.0   | 21  | SpA Ferrari SEFAC               | Mike Parkes Ludovico Scarfiotti           | Ferrari 275 P                | Ferrari 3.3L V12              | 71     |
| DNF  | P 4.0   | 22  | SpA Ferrari SEFAC               | Giancarlo Baghetti Umberto Maglioli       | Ferrari 275 P                | Ferrari 3.3L V12              | 68     |
| DNF  | P 5.0   | 11  | Ford Motor Company              | Richie Ginther Masten Gregory             | Ford GT40 Mk.I               | Ford 4.2L V8                  | 63     |
| DNF  | P 1.15  | 56  | Société Automobiles René Bonnet | Pierre Monneret Jean-Claude Rudaz         | Bonnet Aérodjet LM6          | Renault-Gordini 1001cc S4     | 62     |
| DNF  | P 4.0   | 15  | North American Racing Team      | Pedro Rodríguez Skip Hudson               | Ferrari 330 P                | Ferrari 4.0L V12              | 58     |
| DNF  | P 5.0   | 12  | Ford Motor Company              | Richard Attwood Jo Schlesser              | Ford GT40 Mk.I               | Ford 4.2L V8                  | 58     |
| DNF  | P 1.15  | 55  | Société Automobiles René Bonnet | Jean-Pierre Beltoise Gérard Laureau       | Bonnet RB5                   | Renault-Gordini 1149cc S4     | 54     |
| DNF  | GT 1.6  | 40  | Scuderia St. Ambroeus           | Fernand Masoreo Jean Rolland              | Alfa Romeo Giulia TZ         | Alfa Romeo 1570cc S4          | 47     |
| DNF  | P 1.15  | 60  | Société Automobiles René Bonnet | Bruno Basini Roland Charrière             | Bonnet Aérodjet LM6          | Renault-Gordini 1149cc S4     | 44     |
| DNF  | GT 5.0  | 8   | Rootes Group                    | Claude Dubois Keith Ballisat              | Sunbeam Tiger                | Ford 4.3L V8                  | 37     |
| DNF  | P 1.15  | 49  | Standard Triumph International  | Michael Rothschild Bob Tullius            | Triumph Spitfire             | Triumph 1147cc S4             | 23     |
| DNF  | P 1.3   | 42  | Lawrence Tune Engineering       | Chris Lawrence Gordon Spice               | Deep Sanderson 301           | BMC 1293cc S4                 | 13     |
| DNF  | GT 1.6  | 38  | Royal Elysées                   | René Richard Pierre Gelé                  | Lotus Elan                   | Coventry Climax 1594cc S4     | 7      |
| DNF  | P 4.0   | 58  | North American Racing Team      | David Piper Jochen Rindt                  | Ferrari 250 LM               | Ferrari 3.3L V12              | 0      |
| DNS  | GT 2.0  | 36  | Jean-Claude Mosnier             | Jean-Claude Mosnier André de Cortanze     | Porsche 904/4 GTS            | Porsche 1967cc F4             | 0      |
| DNS  | P 1.15  | 51  | Société des Automobiles Alpine  | Jacques Feret Pierre Orsini               | Alpine A110 M63              | Renault-Gordini 1149cc S4     | 0      |
| DNS  | P 1.3   | 66  | Lawrence Tune Engineering       | Chris Spender Eamonn Donnelly             | Deep Sanderson 301           | BMC 1293cc S4                 | 0      |
| DNP  | P 5.0   | 4   | Shelby-American Inc.            | Ken Miles Bob Holbert                     | Shelby Daytona Cobra Coupe   | Ford 4.7L V8                  | 0      |
| DNA  | P 5.0   | 7   | Ed Hugus                        | Ed Hugus                                  | Shelby Daytona Cobra Coupe   | Ford 4.7L V8                  | 0      |
| DNA  | P 3.0   | 26  | Owen Racing Organisation        | Graham Hill Richie Ginther                | Rover-BRM                    | Rover Turbine                 | 0      |
| DNA  | P 2.5   | 28  | Automobili Turismo e Sport      | Teodoro Zeccoli                           | ATS 2500 GT                  | ATS 2.5L V8                   | 0      |
| DNA  | P 1.15  | 61  | Donald Healey Motor Company     |                                           | Austin-Healey Sebring Sprite | BMC 1101cc S4                 | 0      |
| DNP  | GT 2.0  | 62  | Racing Team Holland             | Carel Godin de Beaufort Gerhard Mitter    | Porsche 904/4 GTS            | Porsche 1967cc F4             | 0      |
| DNP  | GT 5.0  | 63  | Société Chardonnet              | Lloyd Casner Jean Vincent                 | AC Cobra                     | Ford 4.7L V8                  | 0      |
| DNP  | GT 2.0  | 67  | Roland Lutz                     | Roland Lutz Richard O'Steen               | Elva Courier Mk4             | MG 1798cc S4                  | 0      |

1923 · 1924 · 1925 · 1926 · 1927 · 1928 · 1929 · 1930 · 1931 · 1932 · 1933 · 1934 · 1935 · 1936 · 1937 · 1938 · 1939 · 1940 - 1948 · 1949 · 1950 · 1951 · 1952 · 1953 · 1954 · 1955 (Ramp) · 1956 · 1957 · 1958 · 1959 · 1960 · 1961 · 1962 · 1963 · 1964 · 1965 · 1966 · 1967 · 1968 · 1969 · 1970 · 1971 · 1972 · 1973 · 1974 · 1975 · 1976 · 1977 · 1978 · 1979 · 1980 · 1981 · 1982 · 1983 · 1984 · 1985 · 1986 · 1987 · 1988 · 1989 · 1990 · 1991 · 1992 · 1993 · 1994 · 1995 · 1996 · 1997 · 1998 · 1999 · 2000 · 2001 · 2002 · 2003 · 2004 · 2005 · 2006 · 2007 · 2008 · 2009 · 2010 · 2011 · 2012 · 2013 · 2014 · 2015 · 2016 · 2017 · 2018 · 2019 · 2020 · 2021 · 2022 · 2023 · 2024